# Porsche Taycan

Logo des Modells Taycan

Der Porsche Taycan ist ein batterieelektrischer Sportwagen des Automobilherstellers Porsche. Er wurde am 4. September 2019 der Öffentlichkeit vorgestellt und zunächst in den Versionen Turbo und Turbo S angeboten. Die viertürige Limousine ist im Porsche-Portfolio eine halbe Klasse unter dem Porsche Panamera angesiedelt. Den Cross Turismo genannten Shooting Brake präsentierte Porsche am 4. März 2021, den Sport Turismo ohne Offroad-Applikationen am 17. November 2021.
Audi hat mit dem e-tron GT seit 2021 ein Modell im Angebot, das sich die Plattform J1 mit dem Taycan teilt.

## Geschichte
Am 4. Dezember 2015 gab Porsche bekannt, dass auf Basis der Konzeptstudie Mission E ein Serienfahrzeug entstehe.
Neben dem vollelektrischen Antrieb ist das herausragende Entwicklungsziel, dass das Auto längere Zeit ohne Fahreraufmerksamkeit (Level 4) autonom fahren kann. Man soll das Auto laut Porsche-Vorstandsvorsitzendem Oliver Blume aber jederzeit auch selbst fahren können.
In Norwegen konnte das Fahrzeug ab Mitte April 2018 gegen eine Anzahlung in Höhe von 20.000 Norwegische Kronen (rund 2000 €) reserviert werden.
Am 8. Juni 2018 gab Porsche bekannt, dass das Serienmodell Porsche Taycan heißen soll.
Am 4. September 2019 wurden die Modelle Taycan Turbo mit 500 kW Motormaximalleistung und Taycan Turbo S mit 560 kW Motormaximalleistung der Öffentlichkeit vorgestellt.
2020 sollte der Taycan in Japan eingeführt werden. ABB gab am 12. April 2019 bekannt, ab Mitte 2020 ein Schnellladenetz in Japan in Betrieb zu nehmen.
Die ersten Turbo S wurden Ende Dezember 2019 in den USA ausgeliefert.
Im Februar 2024 wurde eine überarbeitete Version vorgestellt.

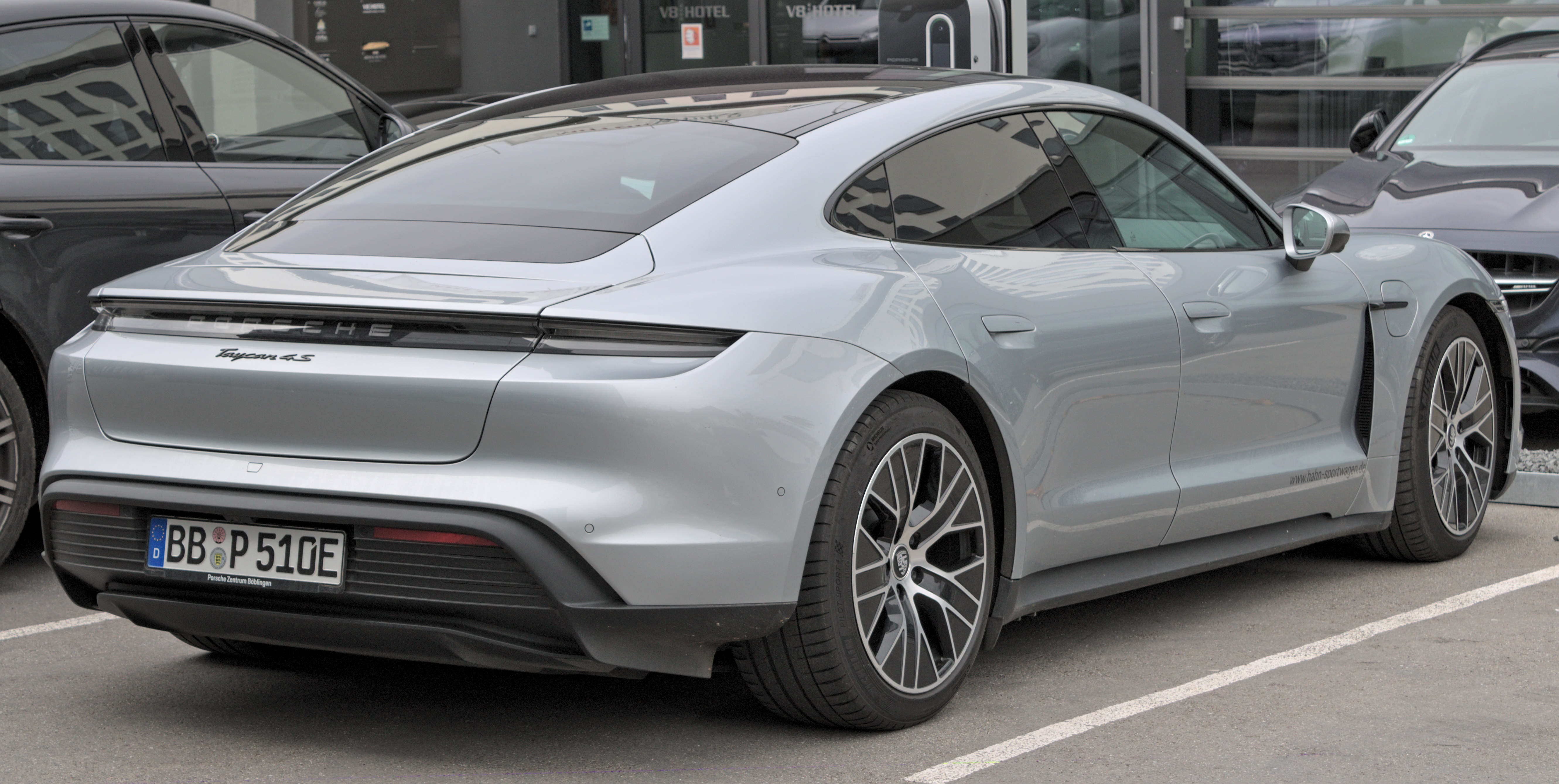
Porsche Taycan 4S, Heckansicht
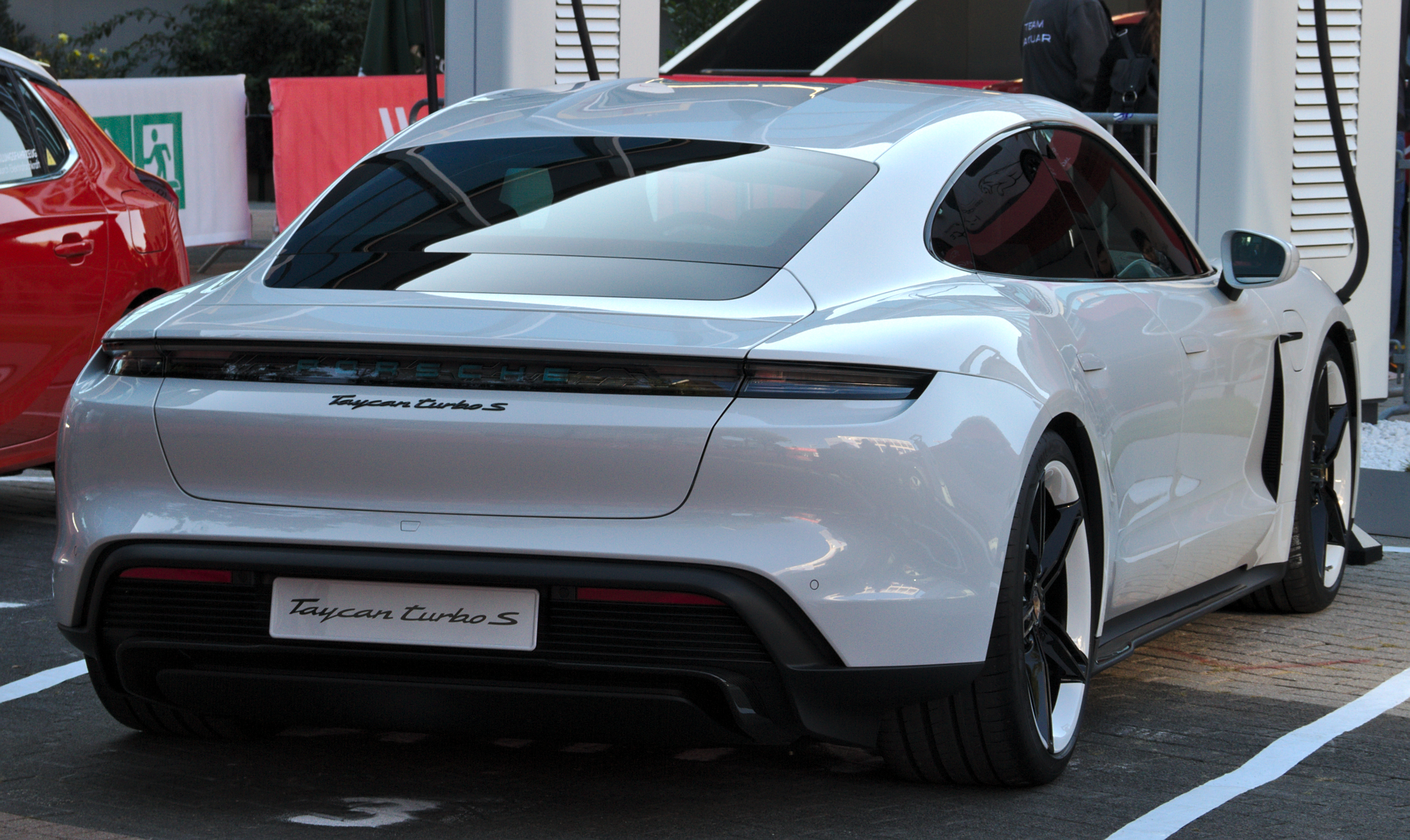
Porsche Taycan Turbo S, Heckansicht
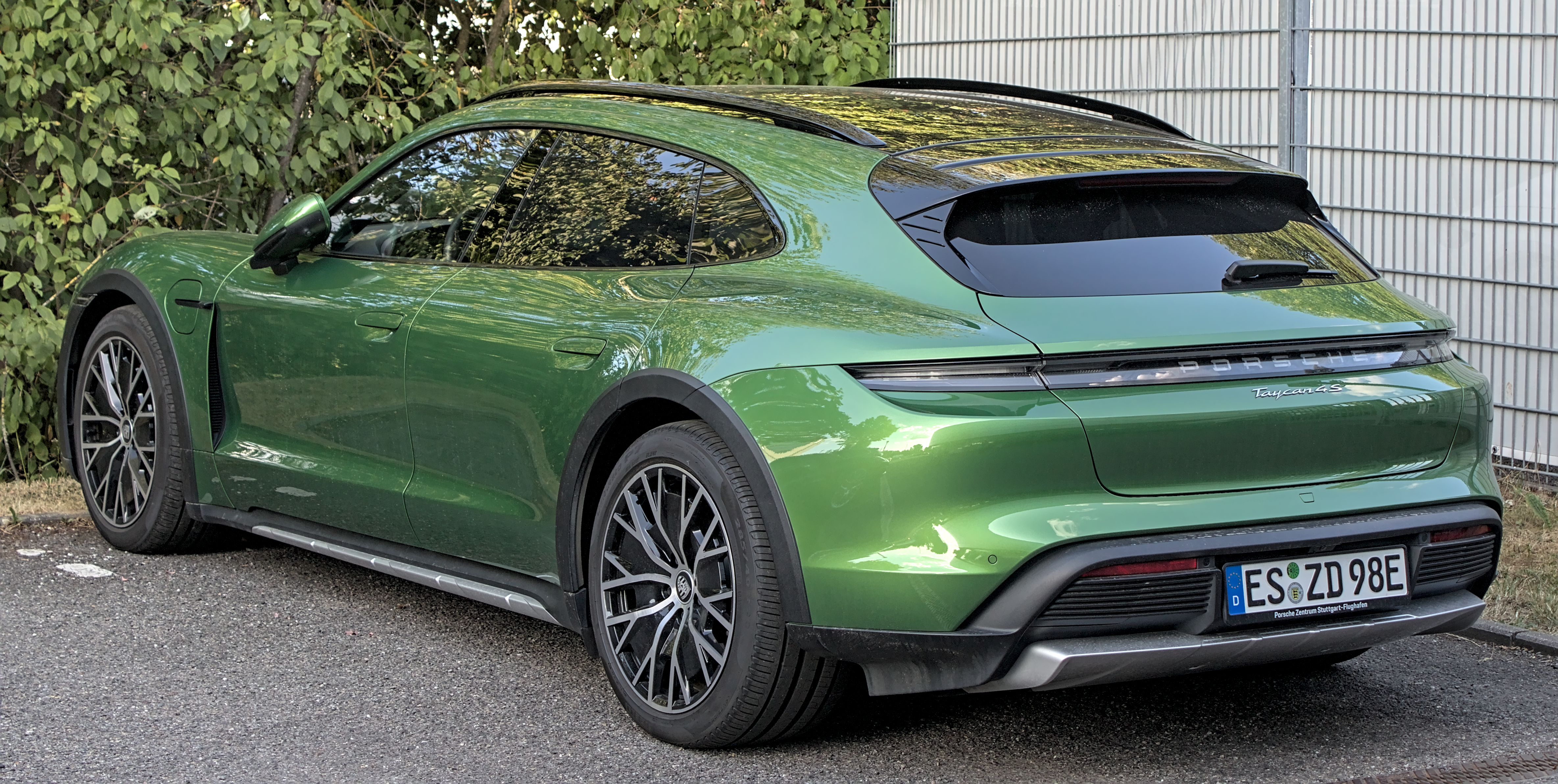
Porsche Taycan Cross Turismo 4S, Heckansicht
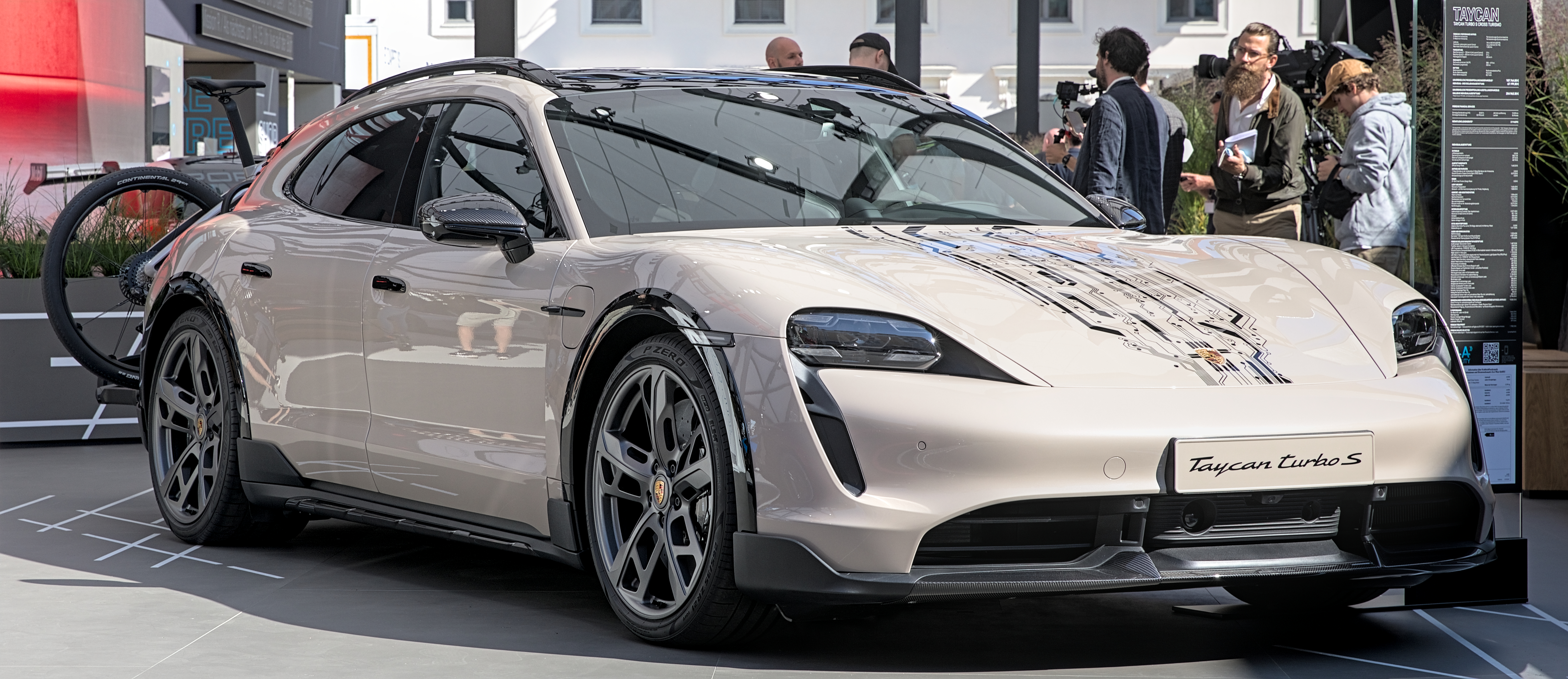
Porsche Taycan Cross Turismo Turbo S
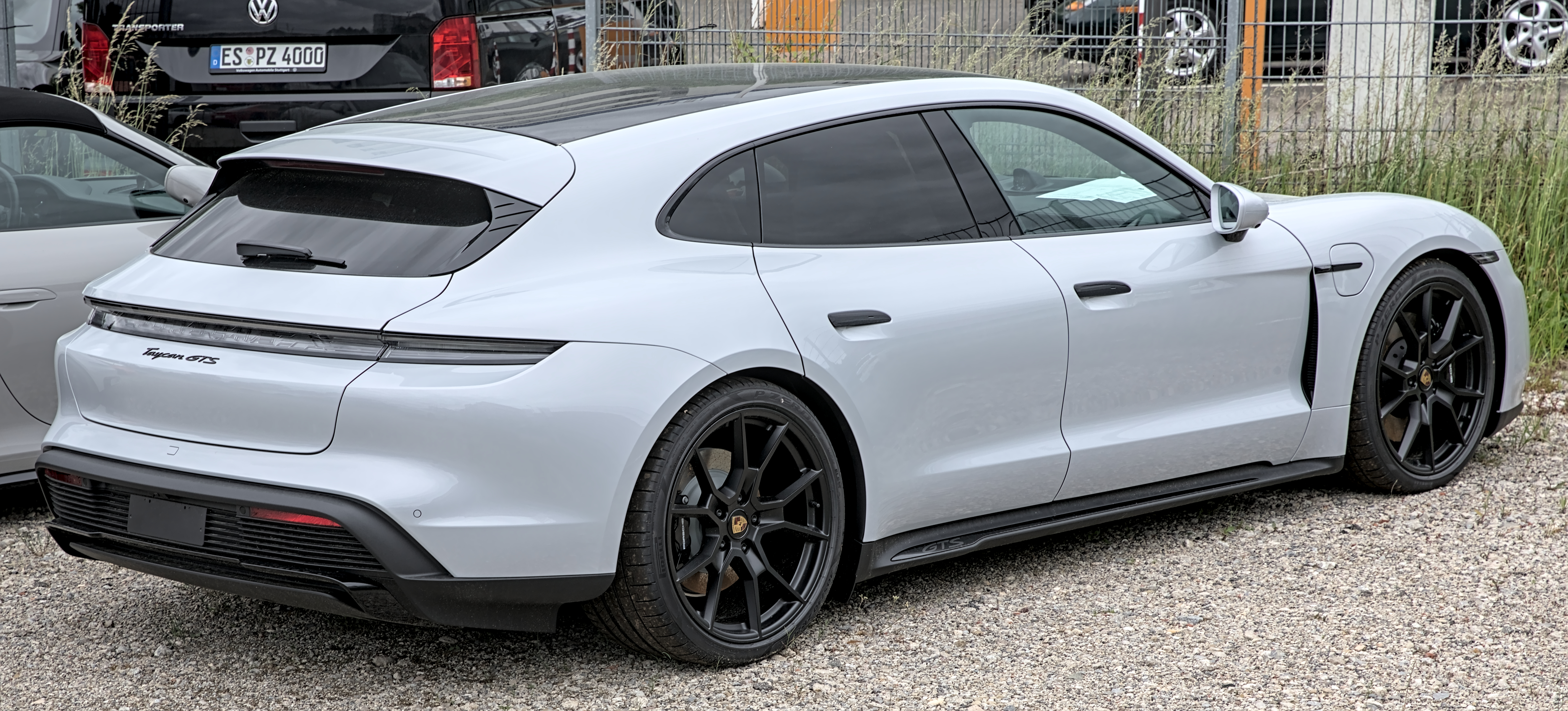
Porsche Taycan Sport Turismo GTS
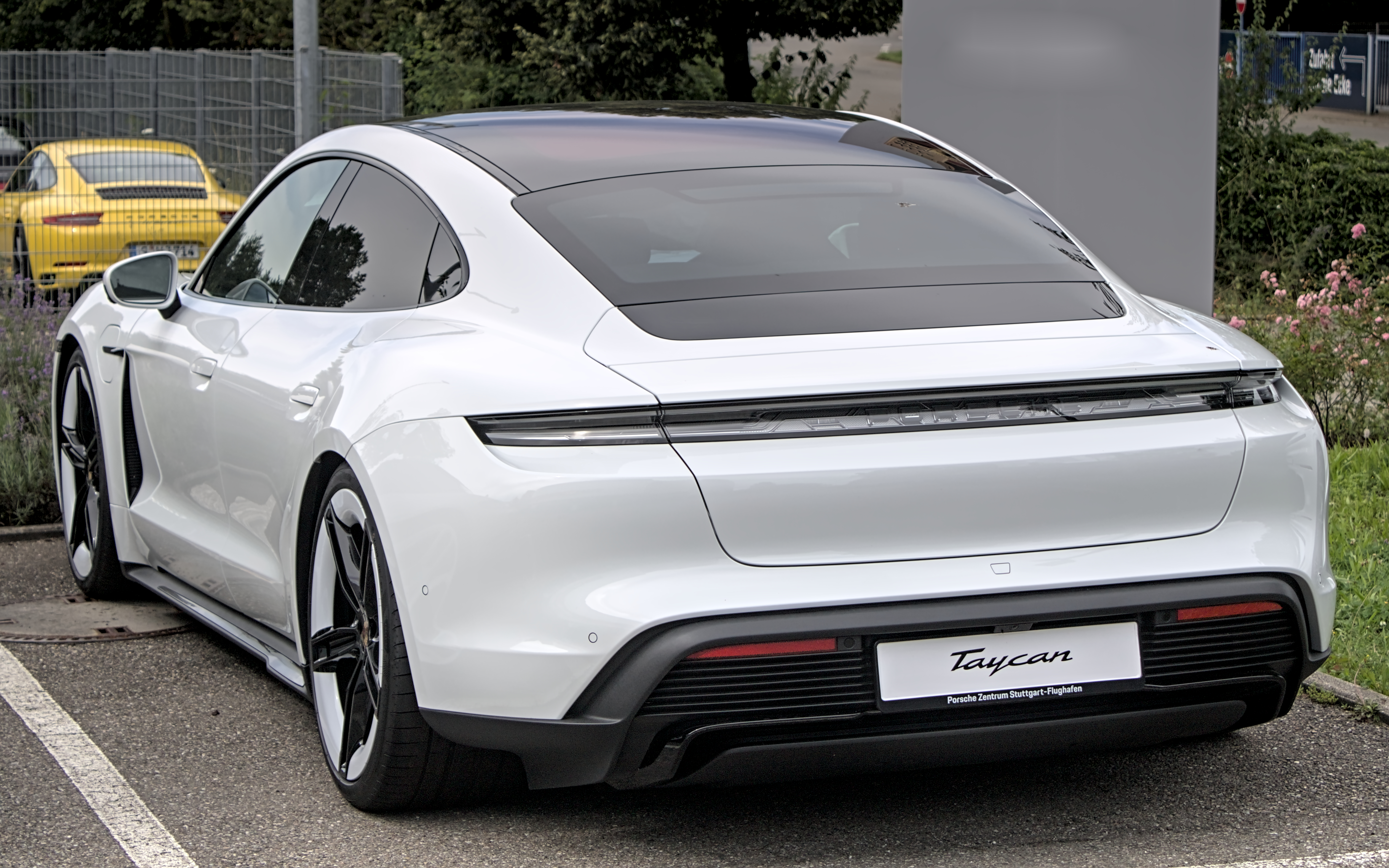
Porsche Taycan (Facelift)
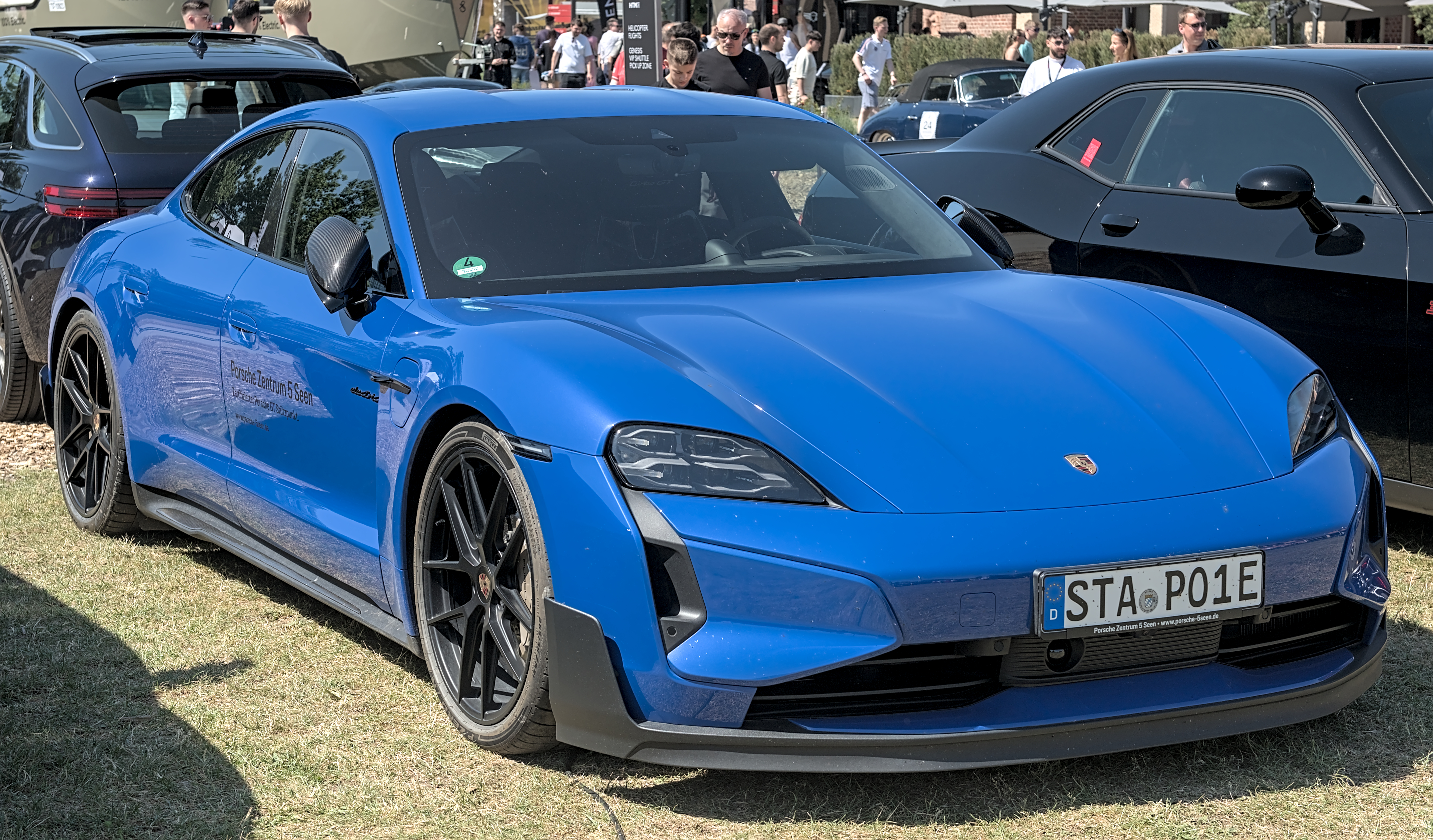
Porsche Taycan Turbo GT (Facelift)
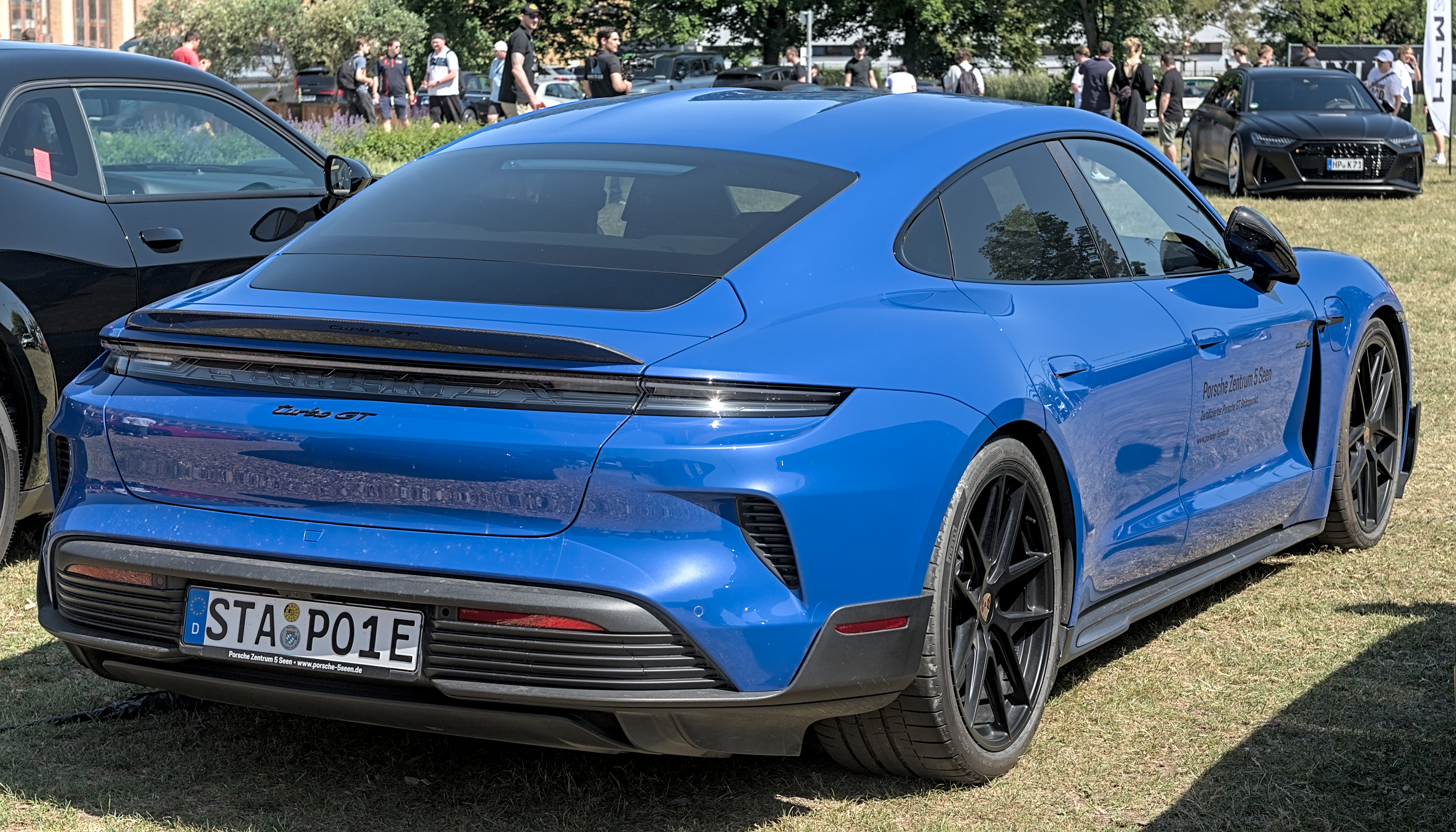
Porsche Taycan Turbo GT (Facelift), Heckansicht
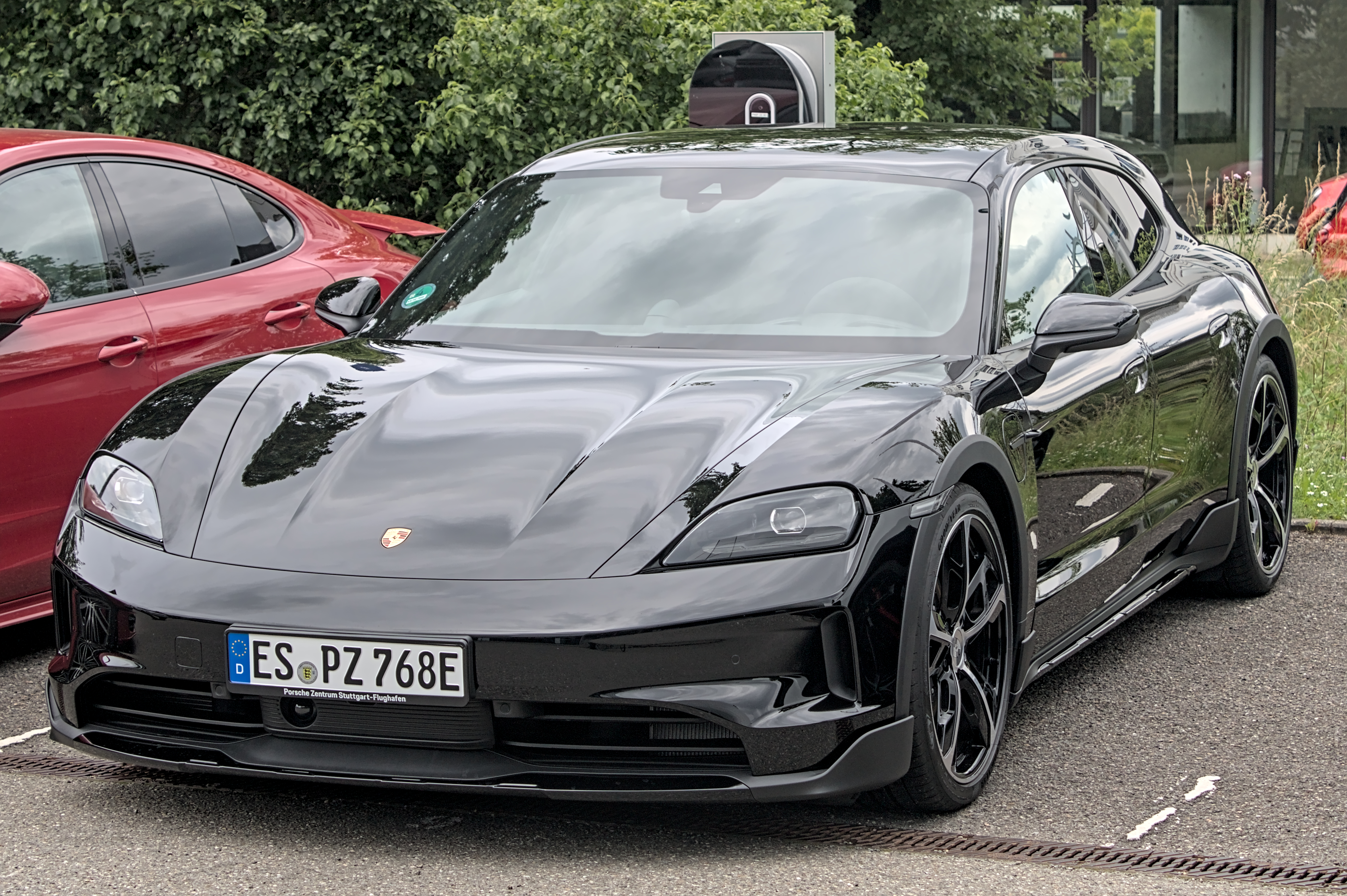
Porsche Taycan Sport Turismo (Facelift)
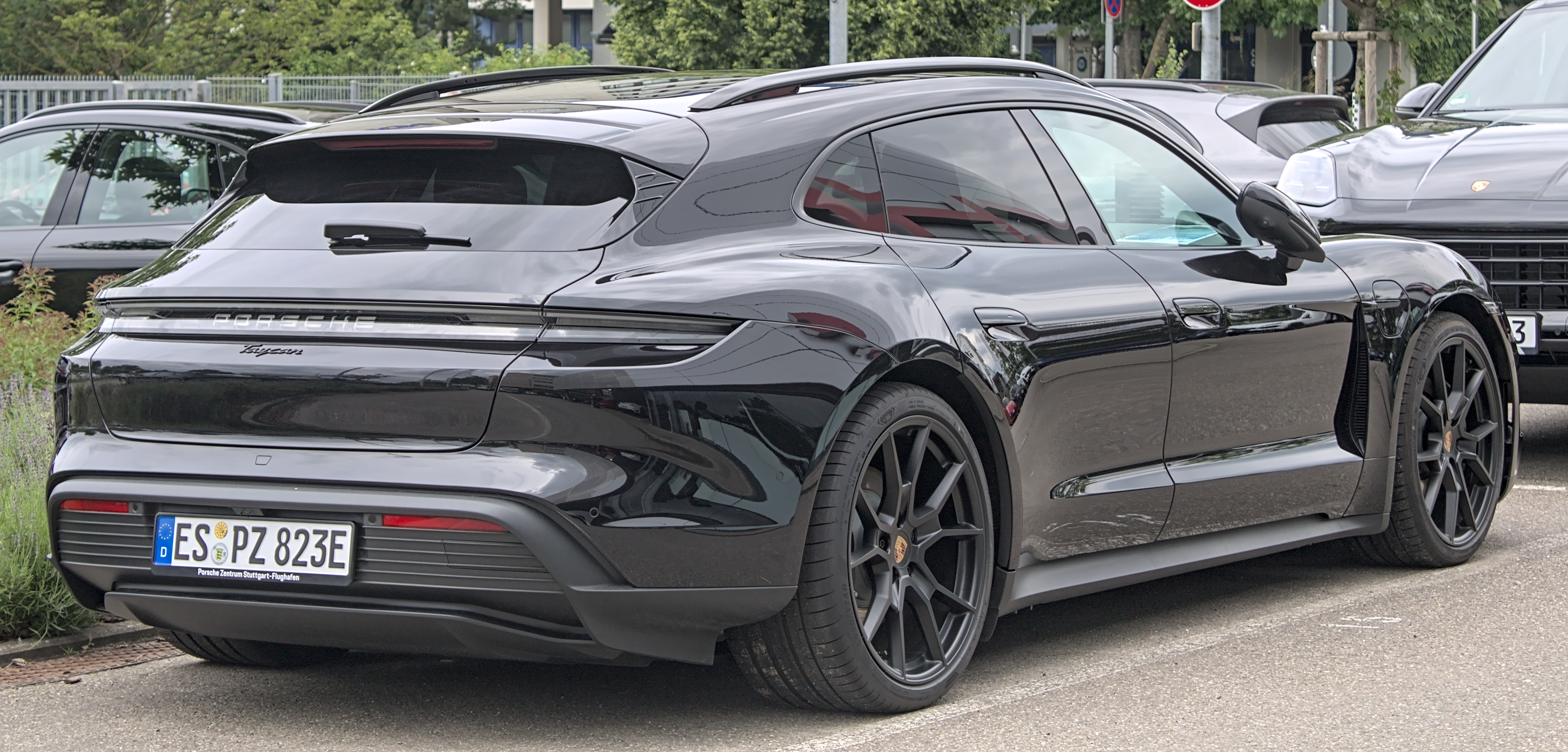
Porsche Taycan Cross Turismo (Facelift)

## Name
Es gab 600 Ideen für den Fahrzeugnamen, aus denen Marketingexperten schließlich „Taycan“ als Favoriten gewählt haben. Für über 20 Sprachen wurden je zwei Muttersprachler dieser jeweiligen Sprachen konsultiert, um etwaige negative Assoziationen möglicher Modellbezeichnungen auszuschließen. Der Name ist systematisch erarbeitet: das ay ist aus Cayenne und Cayman bekannt, das can aus dem Macan. Das Wort stammt aus dem Türkischen und bedeutet sinngemäß „Seele eines lebhaften Fohlens“ (aus türkisch tay [taj], deutsch ‚Fohlen‘ und türkisch can [dʒan], deutsch ‚Seele‘). Diese Herleitung passt zu dem Werbeslogan soul, electrified. Die Aussprache „Taikan“ ähnelt zudem japanisch 体感 taikan [tai.kaɴ], deutsch ‚körperliches Erlebnis‘.

## Technik

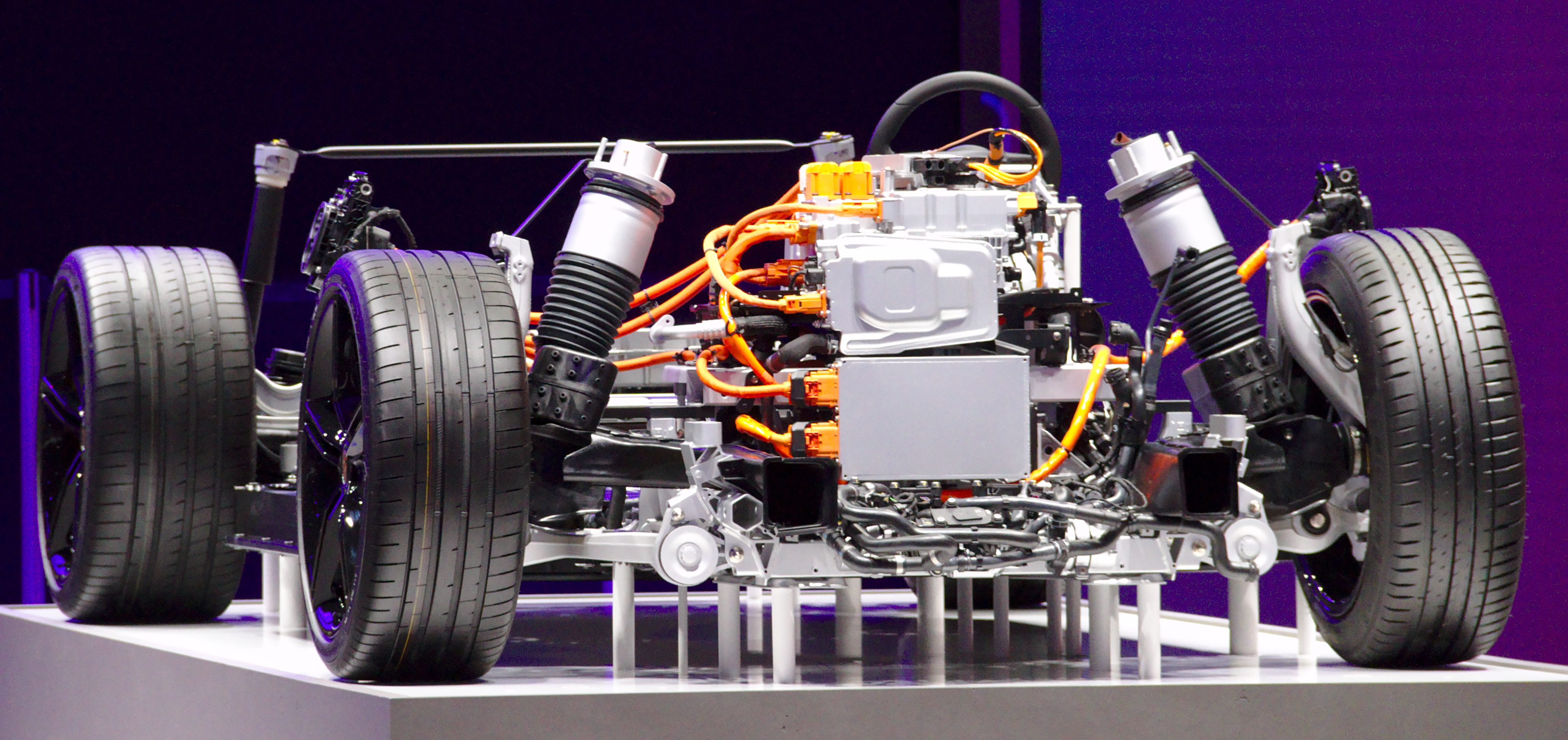
Plattform des Taycan

Der Porsche Taycan hat vier Türen und wird von bis zu zwei Synchronmotoren mit einer Systemspannung von 800 Volt angetrieben. Die maximale Gesamtleistung beträgt 500 kW (680 PS) oder 560 kW (760 PS). Der Taycan Turbo S beschleunigt in 2,8 Sekunden von 0 auf 100 km/h. An der Vorderachse wird die Kraft über ein Eingang-Getriebe auf die Räder übertragen; an der Hinterachse über ein Zweigang-Getriebe mit Sperrdifferential.
Als Antriebsbatterie ist ein NMC-Akkumulator mit 93,4 kWh Brutto-Energieinhalt verbaut, von dem 83,7 kWh nutzbar sind. Sie ist zwischen den Achsen im Fahrzeugboden eingelassen. Die Lithium-Ionen-Zellen stammen vom koreanischen Hersteller LG Chem und werden bei dem deutschen Konzern Dräxlmaier zu Batteriemodulen vormontiert. Zur Verbesserung der Sitzposition auf der Rückbank wurden im Fußraum der zweiten Sitzreihe keine Batteriemodule eingebaut, so entstehen Fußgaragen genannte Vertiefungen. Der Porsche Taycan hat vier Sitze; eine 4+1-Sitzkonfiguration ist gegen Aufpreis erhältlich.
Das Armaturenbrett hat hinter dem Lenkrad ein geschwungenes, digital gesteuertes Display und zwei weitere Displays in der Mitte. Ein zusätzliches Display auf der Beifahrerseite ist gegen Aufpreis erhältlich.

## Technische Daten

### Vor Modellpflege
| | Taycan | Taycan | Taycan 4 | Taycan 4S | Taycan 4S | Taycan GTS | Taycan Turbo | Taycan Turbo S |
| --- | --- | --- | --- | --- | --- | --- | --- | --- |
| Bauzeitraum | 03/2021–02/2024 | 03/2021–02/2024 | 03/2021–02/2024 | 12/2019–02/2024 | 12/2019–02/2024 | 03/2022–02/2024 | 12/2019–02/2024 | 12/2019–02/2024 |
| Motorkenndaten | | | | | | | | |
| Motortyp | Elektromotor | Elektromotor | Elektromotor | Elektromotor | Elektromotor | Elektromotor | Elektromotor | Elektromotor |
| Motor Vorderachse (Durchmesser x Länge) | – | – | Permanenterregte Synchronmaschine mit Flüssigkeitskühlung (190 × 160 mm) | Permanenterregte Synchronmaschine mit Flüssigkeitskühlung (190 × 160 mm)                                                              | Permanenterregte Synchronmaschine mit Flüssigkeitskühlung (190 × 160 mm) | Permanenterregte Synchronmaschine mit Flüssigkeitskühlung (190 × 160 mm) | Permanenterregte Synchronmaschine mit Flüssigkeitskühlung (190 × 160 mm) | Permanenterregte Synchronmaschine mit Flüssigkeitskühlung (190 × 160 mm) |
| Stromstärke Pulswechselrichter Vorderachse | – | – | 300 A | 300 A | 300 A | 300 A | 300 A | 600 A |
| Motor Hinterachse (Durchmesser x Länge) | Permanenterregte Synchronmaschine mit Flüssigkeitskühlung (245 × 130 mm)                                                              | Permanenterregte Synchronmaschine mit Flüssigkeitskühlung (245 × 130 mm) | Permanenterregte Synchronmaschine mit Flüssigkeitskühlung (245 × 130 mm) | Permanenterregte Synchronmaschine mit Flüssigkeitskühlung (245 × 130 mm)                                                              | Permanenterregte Synchronmaschine mit Flüssigkeitskühlung (245 × 130 mm) | | Permanenterregte Synchronmaschine mit Flüssigkeitskühlung (245 × 210 mm) | Permanenterregte Synchronmaschine mit Flüssigkeitskühlung (245 × 210 mm) |
| Stromstärke Pulswechselrichter Hinterachse | 600 A | 600 A | 600 A | 600 A | 600 A | 600 A | 600 A | 600 A |
| Motorleistung bei Launch Control | 300 kW (408 PS) | 350 kW (476 PS) | 350 kW (476 PS) | 390 kW (530 PS) | 420 kW (571 PS) | 440 kW (598 PS) | 500 kW (680 PS) | 560 kW (761 PS) |
| Leistung bis zu | 240 kW (326 PS) | 280 kW (381 PS) | 280 kW (381 PS) | 320 kW (435 PS) | 360 kW (490 PS) | 380 kW (517 PS) | 460 kW (626 PS) | 460 kW (626 PS) |
| Dauerleistung | 113 kW | 120 kW | 120 kW | 113 kW | 140 kW | 142 kW | 142 kW | 142 kW |
| Max. Drehmoment bei Launch Control | 345 Nm | 357 Nm | 500 Nm | 640 Nm | 650 Nm | 850 Nm | 850 Nm | 1.050 Nm |
| Kraftübertragung | | | | | | | | |
| Antriebsart | Hinterradantrieb | Hinterradantrieb | Allradantrieb | Allradantrieb | Allradantrieb | Allradantrieb | Allradantrieb | Allradantrieb |
| Getriebe | Zweigang-Getriebe | Zweigang-Getriebe | Vorderachse: Eingang-Getriebe Hinterachse: Zweigang-Getriebe | Vorderachse: Eingang-Getriebe Hinterachse: Zweigang-Getriebe                                                                          | Vorderachse: Eingang-Getriebe Hinterachse: Zweigang-Getriebe | Vorderachse: Eingang-Getriebe Hinterachse: Zweigang-Getriebe | Vorderachse: Eingang-Getriebe Hinterachse: Zweigang-Getriebe | Vorderachse: Eingang-Getriebe Hinterachse: Zweigang-Getriebe |
| Antriebsbatterie | | | | | | | | |
| Bezeichnung | Performancebatterie | Performancebatterie Plus | Performancebatterie Plus | Performancebatterie | Performancebatterie Plus | Performancebatterie Plus | Performancebatterie Plus | Performancebatterie Plus |
| Zellchemie | NMC | NMC | NMC | NMC | NMC | NMC | NMC | NMC |
| Energieinhalt | 71 kWh (netto), 79,2 kWh (brutto) | 83,7 kWh (netto), 93,4 kWh (brutto) | 83,7 kWh (netto), 93,4 kWh (brutto) | 71 kWh (netto), 79,2 kWh (brutto) | 83,7 kWh (netto), 93,4 kWh (brutto) | 83,7 kWh (netto), 93,4 kWh (brutto) | 83,7 kWh (netto), 93,4 kWh (brutto) | 83,7 kWh (netto), 93,4 kWh (brutto) |
| Systemspannung | 800 V | 800 V | 800 V | 800 V | 800 V | 800 V | 800 V | 800 V |
| Messwerte | | | | | | | | |
| Ladezeit | 100%: 480 Minuten (AC 3-phasig Wallbox/Ladesäule 11,0 kW); 80%: 93 Minuten (DC Ladesäule 50,0 kW), 23 Minuten (DC Ladesäule 225,0 kW) | 100%: 540 Minuten (AC 3-phasig Wallbox/Ladesäule 11,0 kW), 300 Minuten (AC 3-phasig Wallbox/Ladesäule 22,0 kW); 80%: 93 Minuten (DC Ladesäule 50,0 kW), 23 Minuten (DC Ladesäule 270,0 kW) | 100%: 540 Minuten (AC 3-phasig Wallbox/Ladesäule 11,0 kW), 300 Minuten (AC 3-phasig Wallbox/Ladesäule 22,0 kW); 80%: 93 Minuten (DC Ladesäule 50,0 kW), 23 Minuten (DC Ladesäule 270,0 kW) | 100%: 480 Minuten (AC 3-phasig Wallbox/Ladesäule 11,0 kW); 80%: 93 Minuten (DC Ladesäule 50,0 kW), 23 Minuten (DC Ladesäule 225,0 kW) | 100%: 540 Minuten (AC 3-phasig Wallbox/Ladesäule 11,0 kW), 300 Minuten (AC 3-phasig Wallbox/Ladesäule 22,0 kW); 80%: 93 Minuten (DC Ladesäule 50,0 kW), 23 Minuten (DC Ladesäule 270,0 kW) | 100%: 540 Minuten (AC 3-phasig Wallbox/Ladesäule 11,0 kW), 300 Minuten (AC 3-phasig Wallbox/Ladesäule 22,0 kW); 80%: 93 Minuten (DC Ladesäule 50,0 kW), 23 Minuten (DC Ladesäule 270,0 kW) | 100%: 540 Minuten (AC 3-phasig Wallbox/Ladesäule 11,0 kW), 300 Minuten (AC 3-phasig Wallbox/Ladesäule 22,0 kW); 80%: 93 Minuten (DC Ladesäule 50,0 kW), 23 Minuten (DC Ladesäule 270,0 kW) | 100%: 540 Minuten (AC 3-phasig Wallbox/Ladesäule 11,0 kW), 300 Minuten (AC 3-phasig Wallbox/Ladesäule 22,0 kW); 80%: 93 Minuten (DC Ladesäule 50,0 kW), 23 Minuten (DC Ladesäule 270,0 kW) |
| Reichweite (nach WLTP) | 354–431 km {358–433 km} | 407–484 km {417–492 km} | [389–456 km] | 333–407 km {358–441 km} | 430–512 km [388–452 km] {417–498 km} | 439–504 km {424–490 km} | 381–450 km [395–452 km] {424–491 km} | 388–412 km [388–419 km] {430–458 km} |
| Langstreckenreichweite (1) | 340 km | 385 km | – | 320 km | 365 km | – | 370 km | 370 km |
| Reichweite (nach EPA) | 322 km | 362 km | – | 320 km | 327 km | – | 322 km | 309 km |
| Verbrauch NEFZ | 28,0 kWh/100 km {26,8 kWh/100 km} | 28,7 kWh/100 km {27,4 kWh/100 km} | [28,1 kWh/100 km] | 24,6 kWh/100 km {25,7 kWh/100 km} | 25,6 kWh/100 km [28,1 kWh/100 km] {26,1 kWh/100 km} | 25,9 kWh/100 km {26,0 kWh/100 km} | 26,0 kWh/100 km [28,7 kWh/100 km] {26,3 kWh/100 km} | 26,9 kWh/100 km [29,4 kWh/100 km] |
| Verbrauch EPA | 26,1 kWh/100 km (42,0 kWh/100 mi) | 27,7 kWh/100 km (45,0 kWh/100 mi) | – | 26,1 kWh/100 km (42,0 kWh/100 mi) | 30,4 kWh/100 km (49,0 kWh/100 mi) | – | 30,6 kWh/100 km (49,0 kWh/100 mi) | 31,3 kWh/100 km (50,0 kWh/100 mi) |
| Beschleunigung 0–100 km/h | 5,4 s {5,4 s} | 5,4 s {5,4 s} | [5,1 s] | 4,0 s {4,0 s} | 4,0 s [4,1 s] {4,0 s} | 3,7 s {3,8 s} | 3,2 s [3,3 s] {3,2 s} | 2,8 s [2,9 s] {2,8 s} |
| Beschleunigung 0–200 km/h | 17,6 s {17,6 s} | 16,5 s {16,5 s} | [15,6 s] | 13,3 s {13,3 s} | 12,9 s [13,0 s] {12,9 s} | 12,0 s {12,0 s} | 10,6 s [10,7 s] {10,6 s} | 9,6 s [9,7 s] {9,6 s} |
| Max. Geschwindigkeit | 230 km/h {230 km/h} | 230 km/h {230 km/h} | [220 km/h] | 250 km/h {250 km/h} | 250 km/h [240 km/h] {250 km/h} | 250 km/h {250 km/h} | 260 km/h [250 km/h] {260 km/h} | 260 km/h [250 km/h] {260 km/h} |
| Leergewicht nach EG | 2125 kg {2155 kg} | 2205 kg {2235 kg} | [2320 kg] | 2215 kg {2245 kg} | 2295 kg [2320 kg] {2325 kg} | 2370 kg {2385 kg} | 2380 kg [2395 kg] {2405 kg} | 2370 kg [2395 kg] {2400 kg} |
| Maße L × B × H: | 4963 × 1966 × 1395 mm {4963 × 1966 × 1405 mm}                                                                                         | 4963 × 1966 × 1394 mm {4963 × 1966 × 1404 mm} | [4974 × 1967 × 1409 mm] | 4963 × 1966 × 1379 mm {4963 × 1966 × 1390 mm}                                                                                         | 4963 × 1966 × 1379 mm [4974 × 1967 × 1409 mm] {4963 × 1966 × 1390 mm} | 4963 × 1966 × 1381 mm {4963 × 1966 × k. A. mm} | 4963 × 1966 × 1381 mm [4974 × 1967 × 1412 mm] {4963 × 1966 × 1391 mm} | 4963 × 1966 × 1378 mm [4974 × 1967 × 1409 mm] {4963 × 1966 × k. A. mm} |
| Luftwiderstandsbeiwert cw | 0,22 | 0,22 | [0,26] | 0,22 | 0,22 [0,26] | | 0,22 [0,26] | 0,25 [0,27] |
| Wendekreis | 11,7 m Vorderradlenkung (Serie) 11,2 m Allradlenkung (Option)                                                                         | 11,7 m Vorderradlenkung (Serie) 11,2 m Allradlenkung (Option) | 11,7 m Vorderradlenkung (Serie) 11,2 m Allradlenkung (Option) | 11,7 m Vorderradlenkung (Serie) 11,2 m Allradlenkung (Option)                                                                         | 11,7 m Vorderradlenkung (Serie) 11,2 m Allradlenkung (Option) | 11,7 m Vorderradlenkung (Serie) 11,2 m Allradlenkung (Option) | 11,7 m Vorderradlenkung (Serie) 11,2 m Allradlenkung (Option) | 11,2 m Allradlenkung (Serie) |
| (1)Orientierungswert, ermittelt nach WLTP-Testzyklus (Sonderausstattungen werden für Gewicht, Aerodynamik und Bordnetzbedarf (Ruhestrom) berücksichtigt, keine arbeitende Klimaanlage.) | | | | | | | | |
| Werte in eckigen Klammern gelten für Cross Turismo. Werte in geschweiften Klammern gelten für Sport Turismo.                                                                            | | | | | | | | |

### Nach Modellpflege 2024
| | Taycan                                                        | Taycan 4                                                      | Taycan                                                                                                | Taycan 4                                                                                              | Taycan 4S                                                     | Taycan 4S                                                                                             | Taycan GTS                                                                                            | Taycan Turbo                                                                                          | Taycan Turbo S                                                                                        | Taycan Turbo GT                                                                                       | Taycan Turbo GT (mit Weissach-Paket)                                                                  |
| --- | ------------------------------------------------------------- | ------------------------------------------------------------- | --- | --- | ------------------------------------------------------------- | --- | --- | --- | --- | --- | --- |
| Bauzeitraum | seit 03/2024                                                  | seit 11/2024                                                  | seit 03/2024                                                                                          | seit 03/2024                                                                                          | seit 03/2024                                                  | seit 03/2024                                                                                          | seit 11/2024                                                                                          | seit 03/2024                                                                                          | seit 03/2024                                                                                          | seit 03/2024                                                                                          | seit 03/2024                                                                                          |
| Motorkenndaten |                                                               |                                                               | | |                                                               | | | | | | |
| Motortyp | Elektromotor                                                  | Elektromotor                                                  | Elektromotor                                                                                          | Elektromotor                                                                                          | Elektromotor                                                  | Elektromotor                                                                                          | Elektromotor                                                                                          | Elektromotor                                                                                          | Elektromotor                                                                                          | Elektromotor                                                                                          | Elektromotor                                                                                          |
| Motorleistung bei Launch Control                                                                                     | 300 kW (408 PS)                                               | 300 kW (408 PS)                                               | 320 kW (435 PS)                                                                                       | 320 kW (435 PS)                                                                                       | 400 kW (544 PS)                                               | 440 kW (598 PS)                                                                                       | 515 kW (700 PS)                                                                                       | 650 kW (884 PS)                                                                                       | 700 kW (952 PS)                                                                                       | 760 kW (1.034 PS)                                                                                     | 760 kW (1.034 PS)                                                                                     |
| Leistung bis zu | 300 kW (408 PS)                                               | 300 kW (408 PS)                                               | 320 kW (435 PS)                                                                                       | 320 kW (435 PS)                                                                                       | 340 kW (462 PS)                                               | 380 kW (517 PS)                                                                                       | 445 kW (605 PS)                                                                                       | 520 kW (707 PS)                                                                                       | 570 kW (775 PS)                                                                                       | 580 kW (789 PS)                                                                                       | 580 kW (789 PS)                                                                                       |
| Max. Drehmoment bei Launch Control                                                                                   | 410 Nm                                                        | 585 Nm                                                        | 420 Nm                                                                                                | 610 Nm                                                                                                | 695 Nm                                                        | 710 Nm                                                                                                | 790 Nm                                                                                                | 940 Nm                                                                                                | 1.110 Nm                                                                                              | 1.240 Nm                                                                                              | 1.240 Nm                                                                                              |
| Kraftübertragung |                                                               |                                                               | | |                                                               | | | | | | |
| Antriebsart | Hinterradantrieb                                              | Allradantrieb                                                 | Hinterradantrieb                                                                                      | Allradantrieb                                                                                         | Allradantrieb                                                 | Allradantrieb                                                                                         | Allradantrieb                                                                                         | Allradantrieb                                                                                         | Allradantrieb                                                                                         | Allradantrieb                                                                                         | Allradantrieb                                                                                         |
| Getriebe | Zweigang-Getriebe                                             | Zweigang-Getriebe                                             | Zweigang-Getriebe                                                                                     | Vorderachse: Eingang-Getriebe Hinterachse: Zweigang-Getriebe                                          | Vorderachse: Eingang-Getriebe Hinterachse: Zweigang-Getriebe  | Vorderachse: Eingang-Getriebe Hinterachse: Zweigang-Getriebe                                          | Vorderachse: Eingang-Getriebe Hinterachse: Zweigang-Getriebe                                          | Vorderachse: Eingang-Getriebe Hinterachse: Zweigang-Getriebe                                          | Vorderachse: Eingang-Getriebe Hinterachse: Zweigang-Getriebe                                          | Vorderachse: Eingang-Getriebe Hinterachse: Zweigang-Getriebe                                          | Vorderachse: Eingang-Getriebe Hinterachse: Zweigang-Getriebe                                          |
| Antriebsbatterie |                                                               |                                                               | | |                                                               | | | | | | |
| Bezeichnung | Performancebatterie                                           | Performancebatterie                                           | Performancebatterie Plus                                                                              | Performancebatterie Plus                                                                              | Performancebatterie                                           | Performancebatterie Plus                                                                              | Performancebatterie Plus                                                                              | Performancebatterie Plus                                                                              | Performancebatterie Plus                                                                              | Performancebatterie Plus                                                                              | Performancebatterie Plus                                                                              |
| Zellchemie | NMC                                                           | NMC                                                           | NMC                                                                                                   | NMC                                                                                                   | NMC                                                           | NMC                                                                                                   | NMC                                                                                                   | NMC                                                                                                   | NMC                                                                                                   | NMC                                                                                                   | NMC                                                                                                   |
| Energieinhalt | 82,3 kWh (netto), 89,0 kWh (brutto)                           | 82,3 kWh (netto), 89,0 kWh (brutto)                           | 97,0 kWh (netto), 105,0 kWh (brutto)                                                                  | 97,0 kWh (netto), 105,0 kWh (brutto)                                                                  | 82,3 kWh (netto), 89,0 kWh (brutto)                           | 97,0 kWh (netto), 105,0 kWh (brutto)                                                                  | 97,0 kWh (netto), 105,0 kWh (brutto)                                                                  | 97,0 kWh (netto), 105,0 kWh (brutto)                                                                  | 97,0 kWh (netto), 105,0 kWh (brutto)                                                                  | 97,0 kWh (netto), 105,0 kWh (brutto)                                                                  | 97,0 kWh (netto), 105,0 kWh (brutto)                                                                  |
| Systemspannung | 800 V                                                         | 800 V                                                         | 800 V                                                                                                 | 800 V                                                                                                 | 800 V                                                         | 800 V                                                                                                 | 800 V                                                                                                 | 800 V                                                                                                 | 800 V                                                                                                 | 800 V                                                                                                 | 800 V                                                                                                 |
| Messwerte |                                                               |                                                               | | |                                                               | | | | | | |
| Ladezeit | 0–100%: 540 Minuten (AC 3-phasig Wallbox/Ladesäule 11,0 kW)   | 0–100%: 540 Minuten (AC 3-phasig Wallbox/Ladesäule 11,0 kW)   | 100%: 660 Minuten (AC 3-phasig Wallbox/Ladesäule 11,0 kW); 10–80%: 18 Minuten (DC Ladesäule 320,0 kW) | 100%: 660 Minuten (AC 3-phasig Wallbox/Ladesäule 11,0 kW); 10–80%: 18 Minuten (DC Ladesäule 320,0 kW) | 0–100%: 540 Minuten (AC 3-phasig Wallbox/Ladesäule 11,0 kW)   | 100%: 660 Minuten (AC 3-phasig Wallbox/Ladesäule 11,0 kW); 10–80%: 18 Minuten (DC Ladesäule 320,0 kW) | 100%: 660 Minuten (AC 3-phasig Wallbox/Ladesäule 11,0 kW); 10–80%: 18 Minuten (DC Ladesäule 320,0 kW) | 100%: 660 Minuten (AC 3-phasig Wallbox/Ladesäule 11,0 kW); 10–80%: 18 Minuten (DC Ladesäule 320,0 kW) | 100%: 660 Minuten (AC 3-phasig Wallbox/Ladesäule 11,0 kW); 10–80%: 18 Minuten (DC Ladesäule 320,0 kW) | 100%: 660 Minuten (AC 3-phasig Wallbox/Ladesäule 11,0 kW); 10–80%: 18 Minuten (DC Ladesäule 320,0 kW) | 100%: 660 Minuten (AC 3-phasig Wallbox/Ladesäule 11,0 kW); 10–80%: 18 Minuten (DC Ladesäule 320,0 kW) |
| Reichweite (nach WLTP)                                                                                               | 503–590 km {477–565 km}                                       | 478–559 km                                                    | 579–678 km {550–650 km}                                                                               | 555–643 km [517–613 km]                                                                               | 474–557 km {449–534 km}                                       | 549–642 km [517–610 km] {522–616 km}                                                                  | 552–628 km {525–601 km}                                                                               | 557–630 km [515–597 km] {528–606 km}                                                                  | 558–630 km [516–596 km] {529–604 km}                                                                  | 528–554 km                                                                                            | 538–555 km                                                                                            |
| Beschleunigung 0–100 km/h                                                                                            | 4,8 s {4,8 s}                                                 | 4,6 s                                                         | 4,8 s {4,8 s}                                                                                         | 4,6 s [4,7 s]                                                                                         | 3,7 s {3,7 s}                                                 | 3,7 s [3,8 s] {3,7 s}                                                                                 | 3,3 s {3,3 s}                                                                                         | 2,7 s [2,8 s] {2,7 s}                                                                                 | 2,4 s [2,5 s] {2,4 s}                                                                                 | 2,3 s                                                                                                 | 2,2 s                                                                                                 |
| Beschleunigung 0–200 km/h                                                                                            | 16,5 s {16,8 s}                                               | 17,0 s                                                        | 15,8 s {16,1 s}                                                                                       | 16,4 s [16,8 s]                                                                                       | 12,5 s {12,7 s}                                               | 12,0 s [12,3 s] {12,2 s}                                                                              | 10,4 s {10,6 s}                                                                                       | 8,2 s [8,4 s] {8,3 s}                                                                                 | 7,7 s [7,9 s] {7,8 s}                                                                                 | 6,6 s                                                                                                 | 6,4 s                                                                                                 |
| Max. Geschwindigkeit                                                                                                 | 230 km/h {230 km/h}                                           | 230 km/h                                                      | 230 km/h {230 km/h}                                                                                   | 230 km/h [220 km/h]                                                                                   | 250 km/h {250 km/h}                                           | 250 km/h [240 km/h] {250 km/h}                                                                        | 250 km/h {250 km/h}                                                                                   | 260 km/h [250 km/h] {260 km/h}                                                                        | 260 km/h [250 km/h] {260 km/h}                                                                        | 290 km/h                                                                                              | 305 km/h                                                                                              |
| Leergewicht nach EG                                                                                                  | 2165 kg {2190 kg}                                             | 2245 kg                                                       | 2245 kg {2270 kg}                                                                                     | 2325 kg [2355 kg]                                                                                     | 2245 kg {2270 kg}                                             | 2325 kg [2355 kg] {2350 kg}                                                                           | 2360 kg {2385 kg}                                                                                     | 2365 kg [2395 kg] {2390 kg}                                                                           | 2370 kg [2400 kg] {2395 kg}                                                                           | 2290 kg                                                                                               | 2220 kg                                                                                               |
| Maße L × B × H: | 4963 × 1966 × 1379 mm {4963 × 1966 × 1390 mm}                 | 4963 × 1966 × 1379 mm                                         | 4963 × 1966 × 1394 mm {4963 × 1966 × 1404 mm}                                                         | 4963 × 1966 × 1379 mm [4974 × 1967 × 1409 mm]                                                         | 4963 × 1966 × 1379 mm {4963 × 1966 × 1390 mm}                 | 4963 × 1966 × 1379 mm [4974 × 1967 × 1409 mm] {4963 × 1966 × 1390 mm}                                 | 4963 × 1966 × 1381 mm {4963 × 1966 × 1392 mm}                                                         | 4962 × 1966 × k. A. mm [4974 × 1967 × 1412 mm] {4962 × 1966 × 1392 mm}                                | 4962 × 1966 × 1378 mm [4974 × 1967 × 1407 mm] {4962 × 1966 × 1388 mm}                                 | 4968 × 1998 × 1378 mm                                                                                 | 4968 × 1998 × 1378 mm                                                                                 |
| Wendekreis | 11,7 m Vorderradlenkung (Serie) 11,2 m Allradlenkung (Option) | 11,7 m Vorderradlenkung (Serie) 11,2 m Allradlenkung (Option) | 11,7 m Vorderradlenkung (Serie) 11,2 m Allradlenkung (Option)                                         | 11,7 m Vorderradlenkung (Serie) 11,2 m Allradlenkung (Option)                                         | 11,7 m Vorderradlenkung (Serie) 11,2 m Allradlenkung (Option) | 11,7 m Vorderradlenkung (Serie) 11,2 m Allradlenkung (Option)                                         | 11,7 m Vorderradlenkung (Serie) 11,2 m Allradlenkung (Option)                                         | 11,7 m Vorderradlenkung (Serie) 11,2 m Allradlenkung (Option)                                         | 11,2 m Allradlenkung (Serie)                                                                          | 11,2 m Allradlenkung (Serie)                                                                          | 11,2 m Allradlenkung (Serie)                                                                          |
| Quelle: Werte in eckigen Klammern gelten für Cross Turismo. Werte in geschweiften Klammern gelten für Sport Turismo. |                                                               |                                                               | | |                                                               | | | | | | |

## Absatzzahlen

### Produktion
Im Jahr 2019 wurden insgesamt 1.386 Porsche Taycan produziert. Im Jahr 2020 stiegen die Auslieferungen weltweit auf 20.015 Stück und es wurden 29.450 Taycan produziert. Im Folgejahr konnte die Produktion auf 37.720 Fahrzeuge gesteigert werden.
| Jahr  | Stückzahl | Quelle |
| ----- | --------- | ------ |
| 2019  | 1.386     | [ 26 ] |
| 2020  | 29.450    | [ 28 ] |
| 2021  | 37.720    | [ 29 ] |
| 2022  | 37.577    | [ 30 ] |
| 2023  | 39.397    | [ 31 ] |
| Summe | 145.530   |        |

### Zulassungszahlen in Deutschland
Seit dem Marktstart bis einschließlich Dezember 2024 sind in der Bundesrepublik Deutschland insgesamt 21.967 Porsche Taycan neu zugelassen worden. Mit 5.245 Einheiten war 2023 das erfolgreichste Verkaufsjahr.
|  |

|  |

|  |

|  |

|  |

|  |

|  |

|  |

|  |

|  |

|  |

|  |

|  |

|  |

|  |

|  |

|  |

|  |

|  |

|  |

|  |

|  |

|  |

|  |

|  |

|  |

|  |

|  |

|  |

|  |

|  |

|  |

|  |

|  |

|  |

|  |

|  |

|  |

|  |

|  |

|  |

|  |

|  |

|  |

|  |

|  |

|  |

|  |

|  |

|  |

|  |

|  |

|  |

|  |

|  |

|  |

|  |

|  |

|  |

|  |

|  |

|  |

|  |

|  |

|  |

|  |

|  |

|  |

|  |

|  |

|  |

|  |

|  |

|  |

|  |

|  |

|  |

|  |

|  |

|  |

|  |

|  |

|  |

|  |

|  |

|  |

|  |

|  |

|  |

|  |

|  |

|  |

|  |

|  |

|  |

|  |

|  |

|  |

|  |

|  |

|  |

|  |

|  |

|  |

|  |

|  |

|  |

|  |

|  |

|  |

|  |

|  |

|  |

|  |

|  |

|  |

|  |

|  |

|  |

|  |

|  |

|  |

|  |

|  |

|  |

|  |

|  |

|  |

|  |

|  |

|  |

|  |

|  |

|  |

|  |

|  |

|  |

|  |

|  |

|  |

|  |

|  |

|  |

|  |

|  |

|  |

|  |

|  |

|  |

|  |

|  |

|  |

|  |

|  |

|  |

|  |

|  |

|  |

|  |

|  |

|  |

|  |

|  |

|  |

|  |

|  |

|  |

|  |

|  |

|  |

|  |

|  |

|  |

|  |

|  |

|  |

|  |

|  |

|  |

|  |

|  |

|  |

|  |

|  |

|  |

|  |

|  |

|  |

|  |

|  |

|  |

|  |

|  | Hinterradantrieb (5.345) |

|  | Hinterradantrieb (5.345) |

|  | Allradantrieb (16.622) |

|  | Allradantrieb (16.622) |

## Konzeptfahrzeug Mission E
Das Konzeptfahrzeug Porsche Mission E wurde 2015 auf der IAA in Frankfurt am Main vorgestellt.
Das Fahrzeug wird von zwei Synchronmotoren mit einer Systemspannung von 800 Volt angetrieben. Die Gesamtleistung des Systems beträgt bis zu 500 kW (680 PS) und beschleunigt den Wagen von 0 auf 100 km/h in weniger als 3,5 s und auf 200 km/h in weniger als 12 s, die Höchstgeschwindigkeit wird mit mehr als 250 km/h angegeben. Ein Vorserien-Modell des Taycan erreichte auf der Nordschleife des Nürburgrings eine Rundenzeit von 7:42 Minuten, was eine neue Bestzeit für viersitzige, reinelektrische Sportwagen darstellt.
Als Reichweite (NEFZ) werden bei vollständiger Aufladung der Batterie 500 km mit einer Energiemenge des Akkus von mindestens 100 kWh angegeben. Per Ionity-Ladesäule sind nach Herstellerangaben binnen weniger als 15 min 80 % Aufladung möglich.
Am Konzeptfahrzeug sind keine Außenspiegel montiert; Kameras übertragen wichtige Umgebungsbilder in den rechten und linken unteren Bereich der Innenseite der Frontscheibe. Des Weiteren verfügt die Konzeptstudie über Rundinstrumente mit Eye-Tracking-Funktion und ist für Gestensteuerung ausgelegt, so dass der Fahrer z. B. die Temperatur mittels einer Handbewegung ändern kann.

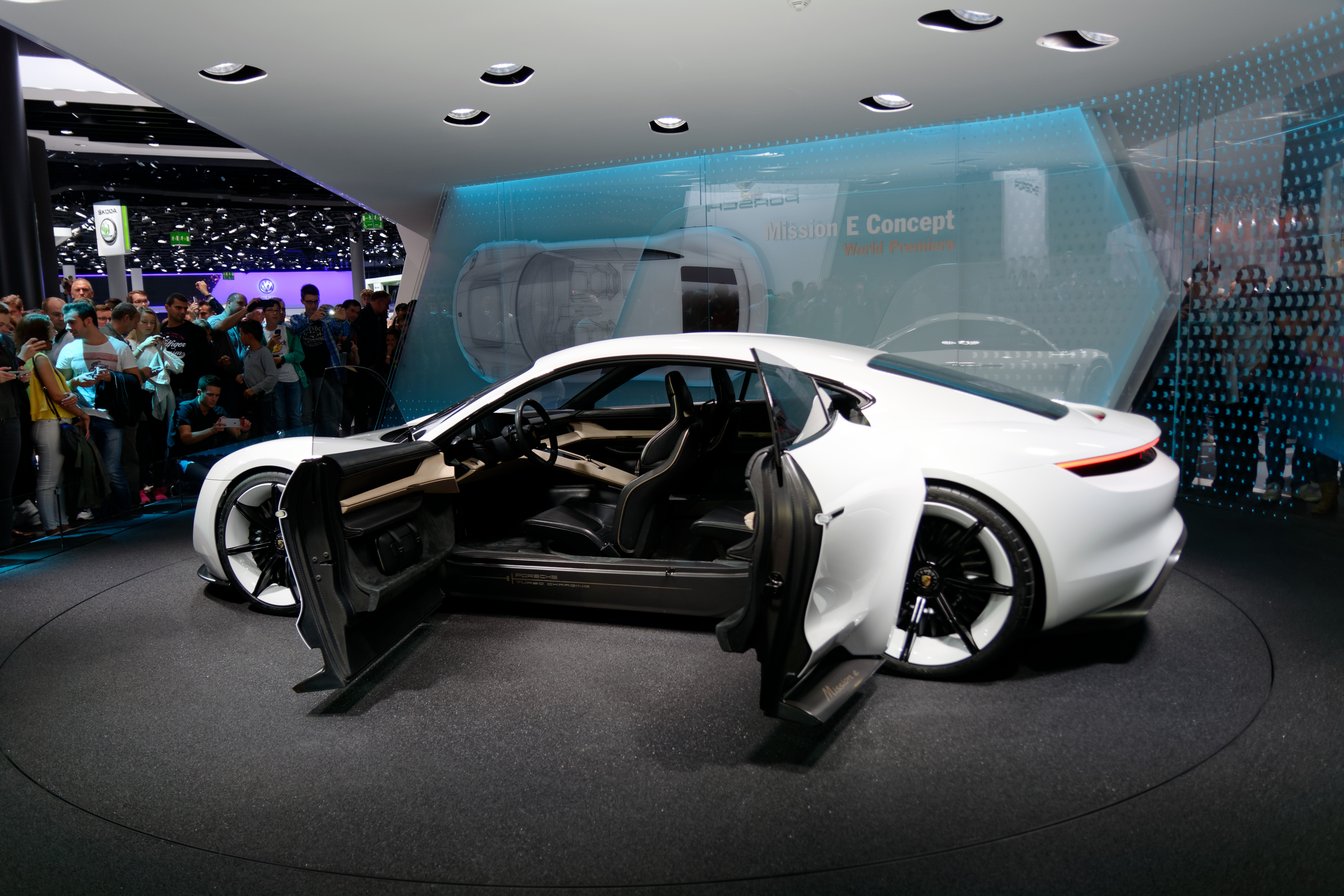
Das Konzeptfahrzeug mit geöffneten Portaltüren
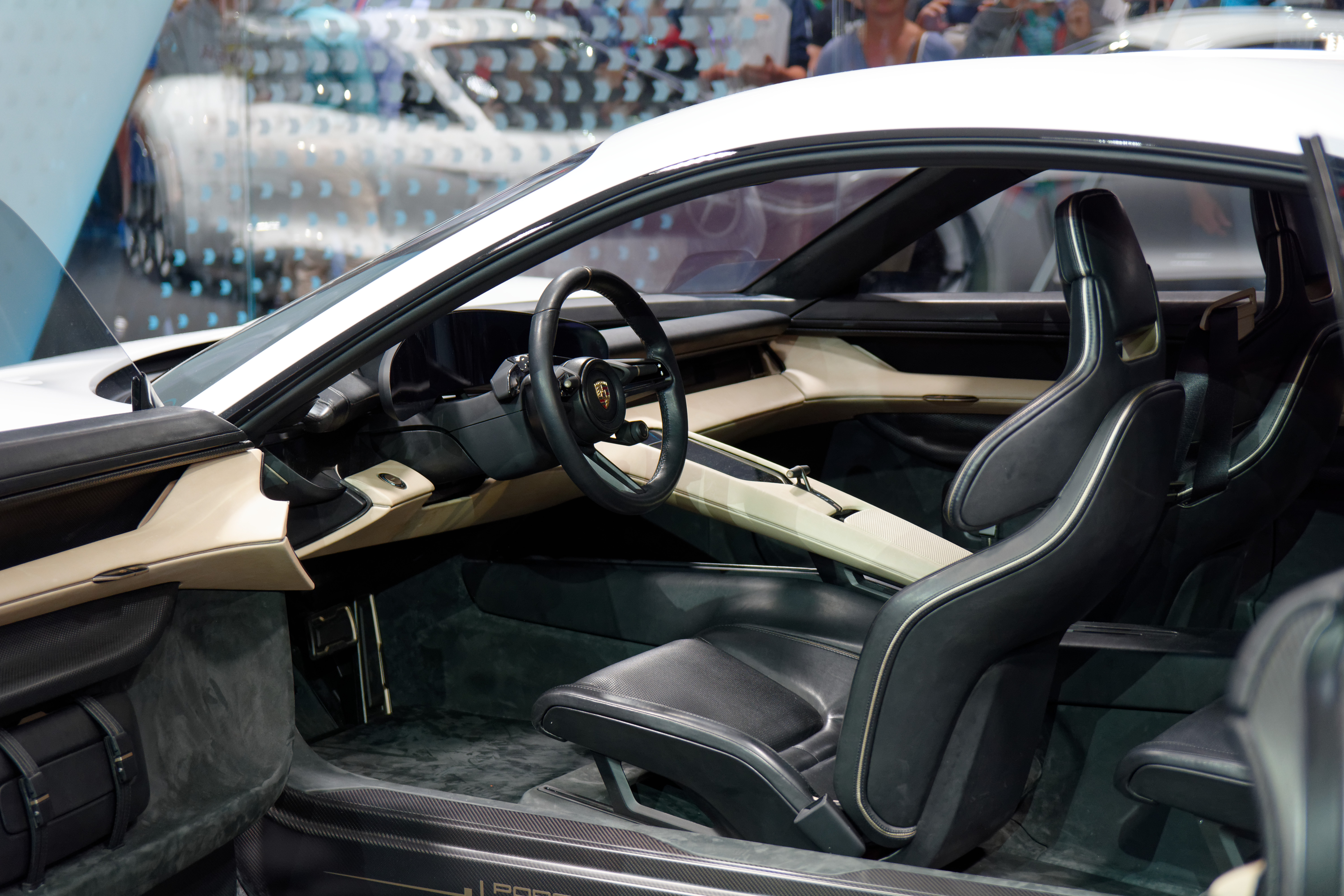
Das Interieur des Mission E
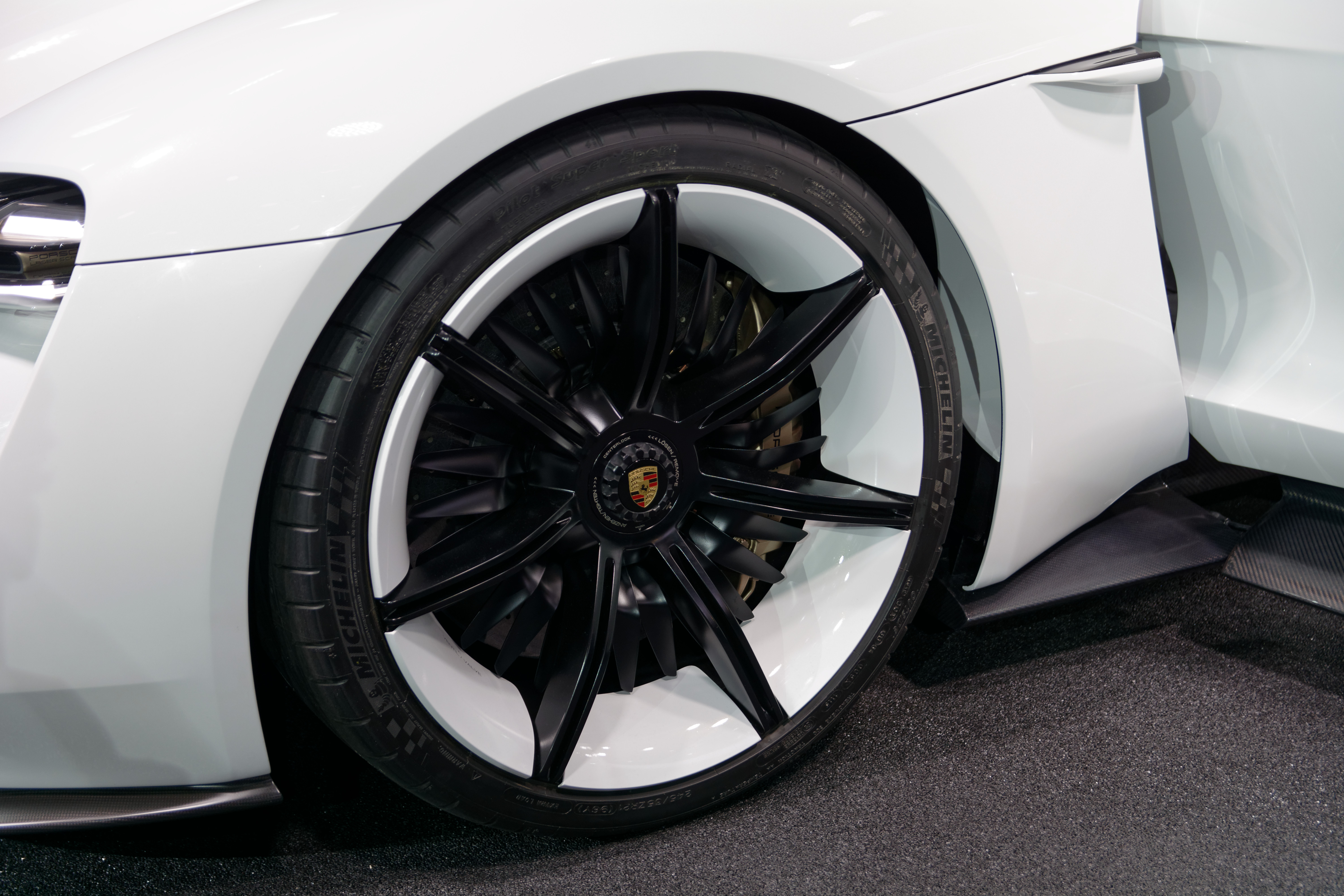
Vorderrad mit Zentralverschluss
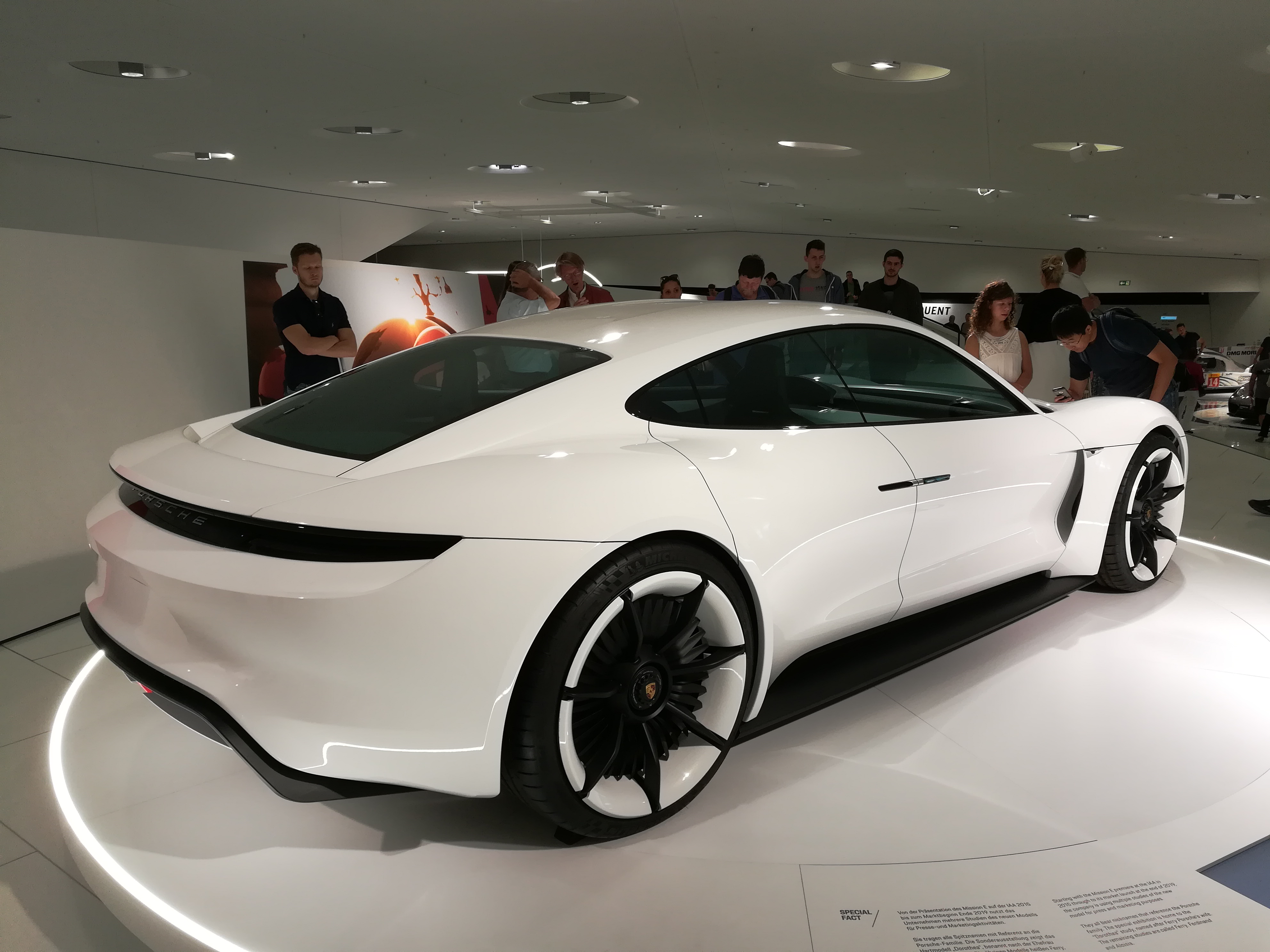
Heckansicht

## Konzeptfahrzeug Mission E Cross Turismo
Auf dem Genfer Auto-Salon 2018 präsentierte Porsche einen Shooting Brake auf Basis des Mission E.

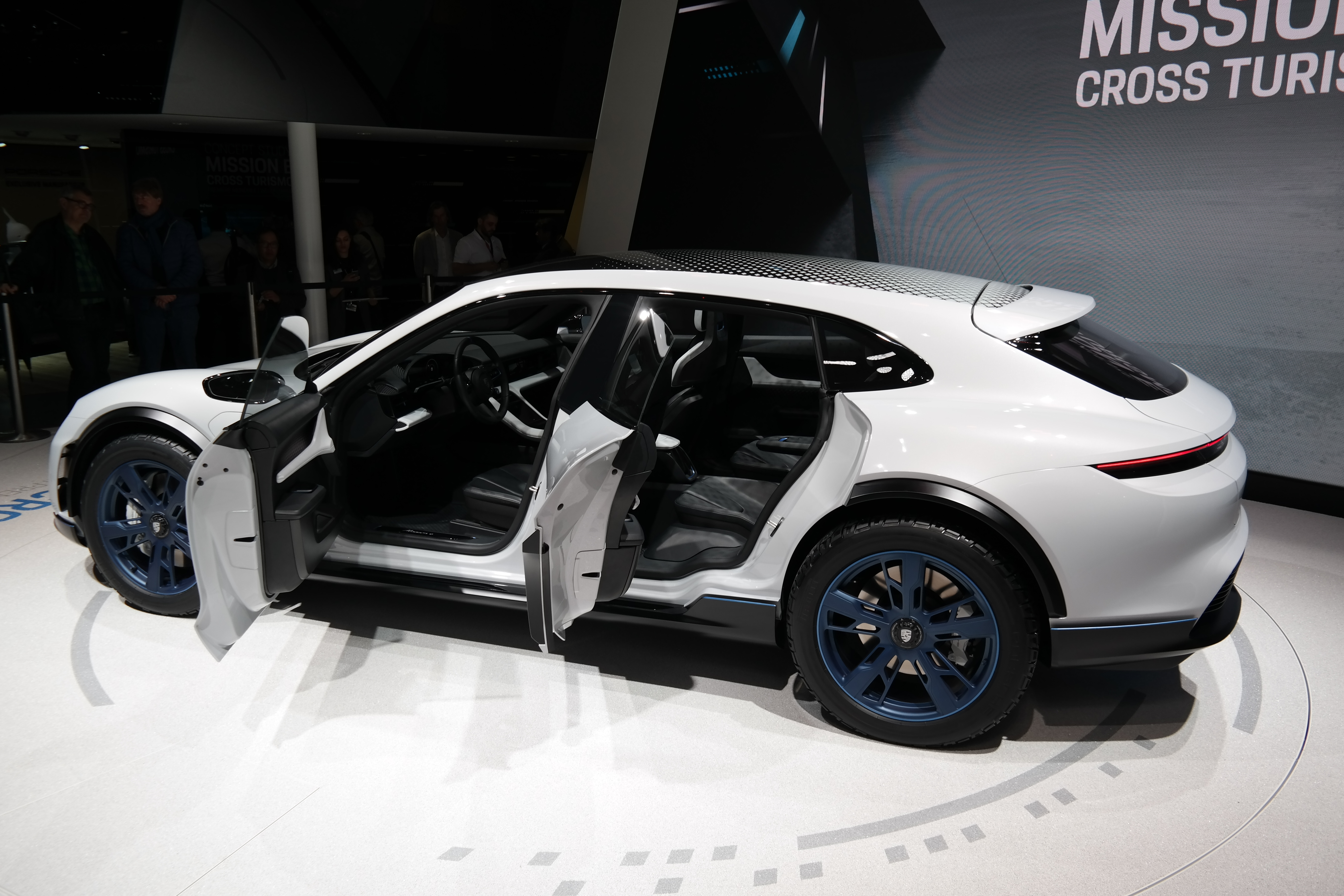
Das Konzeptfahrzeug mit geöffneten Türen
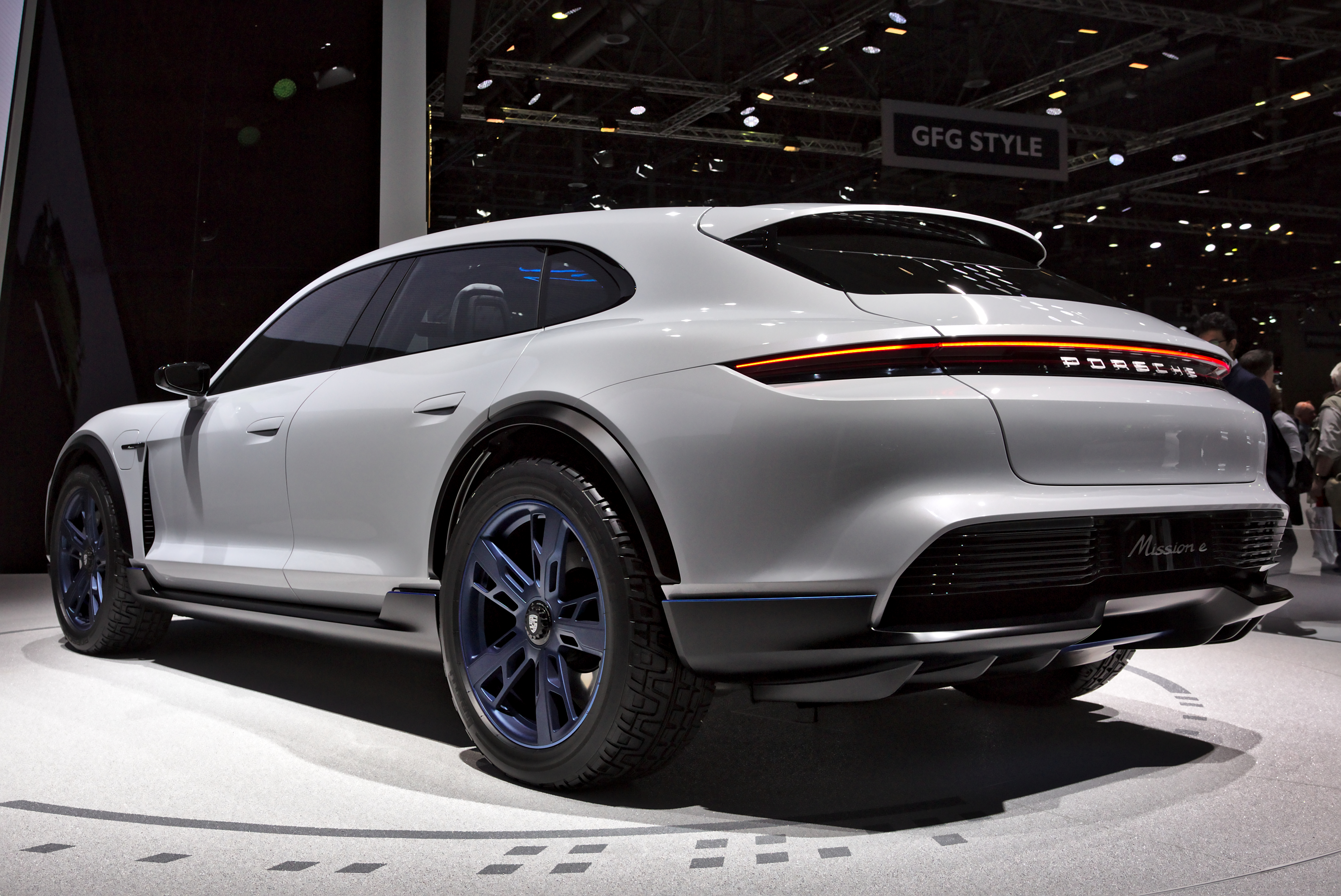
Heckansicht

## Nachahmer
Im März 2024 stellte der Chinese Lei Jun, Gründer und Chef des chinesischen Handyherstellers Xiaomi, in Peking das Elektroauto Xiaomi Speed Ultra 7 vor. Xiaomi ging dafür eine Allianz mit dem staatlichen chinesischen Autokonzern BAIC ein.
Dessen Karosserieformen sind unübersehbar denen des Porsche Taycan nachgeahmt. Für das Basismodell verlangt Xiaomi in China umgerechnet rund 28.000 Euro. Xiaomi will 2024 120.000 Stück seines Speed Ultra 7 ausliefern. 
Xiaomi macht Schätzungen zufolge 2024 mit jedem dieser Elektroautos rund 8000 Euro Verlust.